# SuperBrawl V
SuperBrawl V si svolse il 19 febbraio 1995 presso la Baltimore Arena di Baltimora, Maryland. Si trattò della quinta edizione dell'evento di wrestling in pay-per-view della serie SuperBrawl prodotto dalla World Championship Wrestling. Questo evento fu il primo SuperBrawl al quale prese parte Hulk Hogan dopo il suo passaggio alla WCW.
Il main event dello show fu il match nel quale Hulk Hogan difese la cintura WCW World Heavyweight Championship contro Big Van Vader. Hogan sconfisse Vader per squalifica.

## Risultati
| N. | Match | Stipulazione                                              | Durata |
| -- | --- | --------------------------------------------------------- | ------ |
| 1  | Paul Orndorff sconfigge Brad Armstrong                                                                                            | Single match                                              | 03:45  |
| 2  | Stars and Stripes (Marcus Alexander Bagwell & The Patriot) sconfiggono Romeo Valentino & Dino Casanova                            | Tag team match                                            | 01:10  |
| 3  | Arn Anderson (c) sconfigge Johnny B. Badd                                                                                         | Lumberjack match per il WCW World Television Championship | 04:29  |
| 4  | Alex Wright sconfigge Paul Roma                                                                                                   | Single match                                              | 13:21  |
| 5  | Jim Duggan sconfigge Bunkhouse Buck (con Col. Robert Parker & Meng)                                                               | Single match                                              | 11:58  |
| 6  | Kevin Sullivan (con The Butcher) sconfigge Dave Sullivan                                                                          | Single match                                              | 07:18  |
| 7  | Harlem Heat (c) (Booker T & Stevie Ray) (con Sister Sherri) sconfiggono The Nasty Boys (Brian Knobbs & Jerry Sags) per squalifica | Tag team match per i WCW World Tag Team Championship      | 17:07  |
| 8  | The Blacktop Bully (con Col. Robert Parker) sconfigge Dustin Rhodes                                                               | Single match                                              | 16:10  |
| 9  | Sting & Randy Savage sconfiggono Avalanche & Big Bubba Rogers                                                                     | Tag team match                                            | 10:18  |
| 10 | Hulk Hogan (c) (con Jimmy Hart) sconfigge Vader per squalifica                                                                    | Single match per il WCW World Heavyweight Championship    | 15:09  |